# Noumandiez Doué
Noumandiez Desire Doué (29 de setembro de 1970) é um árbitro de futebol da Costa do Marfim. Integra o quadro da FIFA desde 2004. 
Além de árbitro, Doué é farmacêutico. Em 2011 foi escolhido o melhor árbitro africano pela Confederação Africana de Futebol.
Selecionado para atuar na Copa do Mundo FIFA de 2014, mediou as partidas Chile 3-1 Austrália pelo Grupo B e Equador 0-0 França pelo Grupo E.